# Edmondo Malan
Edmondo Dino Raul Malan (Torino, 22 marzo 1910 – Houston, 25 gennaio 1978) è stato un chirurgo italiano.

## Biografia
Figlio di Arnaldo Malan e di Maria Edmea Hahn, fu allievo di Giuseppe Levi e Achille Mario Dogliotti. Fra i suoi interventi più famosi quelli che riguardavano i trapianti di rene, il primo compiuto a Milano, il 22 maggio 1969, in collaborazione con l'équipe chirurgica di E. Lasio. 
Fino al 1978 furono eseguiti nel suo centro un totale di 376 trapianti di rene.
Operato al cuore dal suo collega e amico cardiochirurgo Michael DeBakey, morì al Texas Hearth Institute, dopo l'intervento.

## Riconoscimenti
- Premio Madonnina[1]
- Ambrogino d'oro del Comune di Milano[1]
- Medaglia d'oro di benemerenza del Comune di Milano[1]
- Medaglia d'oro del Ministero della sanità[2][1]
- Legion d'Onore Francese[1]
- Grand'Ufficiale dell'Ordine al merito della Repubblica Italiana[3]